# Szebény
Szebény es un pueblo ubicado en el distrito de Mohács, en el condado de Baranya, Hungría.

## Superficie
Posee una superficie de 14,37 kilómetros cuadrados.

## Demografía
Hasta 2019 la población era de 272 habitantes, con una densidad de población de 18,93 habitantes por kilómetro cuadrado.